# Chris Guccione
Chris Guccione (n. 30 iulie 1985 la Melbourne) este un jucător profesionist australian de tenis.